# Max Schuemann
Maxwell Carter Schuemann (Kalamazoo, Míchigan, 11 de junio de 1997), más conocido como Max Schuemann, es un jugador profesional estadounidense de béisbol que se desempeña en la posición de campocorto en Athletics, equipo de las Grandes Ligas de Béisbol (MLB).

## Carrera
En 2024, Schuemann hizo su debut en la MLB con el equipo Athletics, donde lleva jugando una temporada.